# إيان وولف
إيان وولف (بالإنجليزية: Ian Wolfe) هو شاعر وممثل أمريكي، ولد في 4 نوفمبر 1896 بمقاطعة فولتون في الولايات المتحدة، وتوفي في 23 يناير 1992 بلوس أنجلوس في الولايات المتحدة.

## أعمال

### أفلام
- (1934) عائلة باريت من شارع ويمبول
- (1935) تمرد على السفينة باونتي
- (1936) روميو وجولييت
- (1938) لا يمكنك أن تأخذها معك
- (1940) المراسل الأجنبي
- (1942) السيدة مينيفر
- (1942) حصاد عشوائي
- (1943) أنشودة بيرناديت
- (1944) المخلب القرمزي
- (1944) لؤلؤة الموت
- (1946) ارتدت الفستان لتقتل
- (1951) كاروسو العظيم
- (1951) مكان في الشمس
- (1951) ها قد أتى العروس
- (1953) الممثلة
- (1953) يوليوس قيصر[4][5]
- (1954) سبع عرائس لسبعة إخوة
- (1956) ديان
- (1957) شاهد على المحاكمة[6]
- (1979) فتى فريسكو
- (1981) ريدز[7]
- (1990) ديك تريسي[8][9][10]

## وصلات خارجية
- إيان وولف على موقع IMDb (الإنجليزية)
- إيان وولف على موقع ألو سيني (الفرنسية)
- إيان وولف على موقع أول موفي (الإنجليزية)
- إيان وولف على موقع قاعدة بيانات برودواي على الإنترنت (الإنجليزية)
- إيان وولف على موقع قاعدة بيانات الأفلام السويدية (السويدية)
- إيان وولف على موقع إن إن دي بي (الإنجليزية)
- إيان وولف على موقع قاعدة بيانات الفيلم (الإنجليزية)
- إيان وولف على موقع كينوبويسك (الروسية)